# Alsuhail

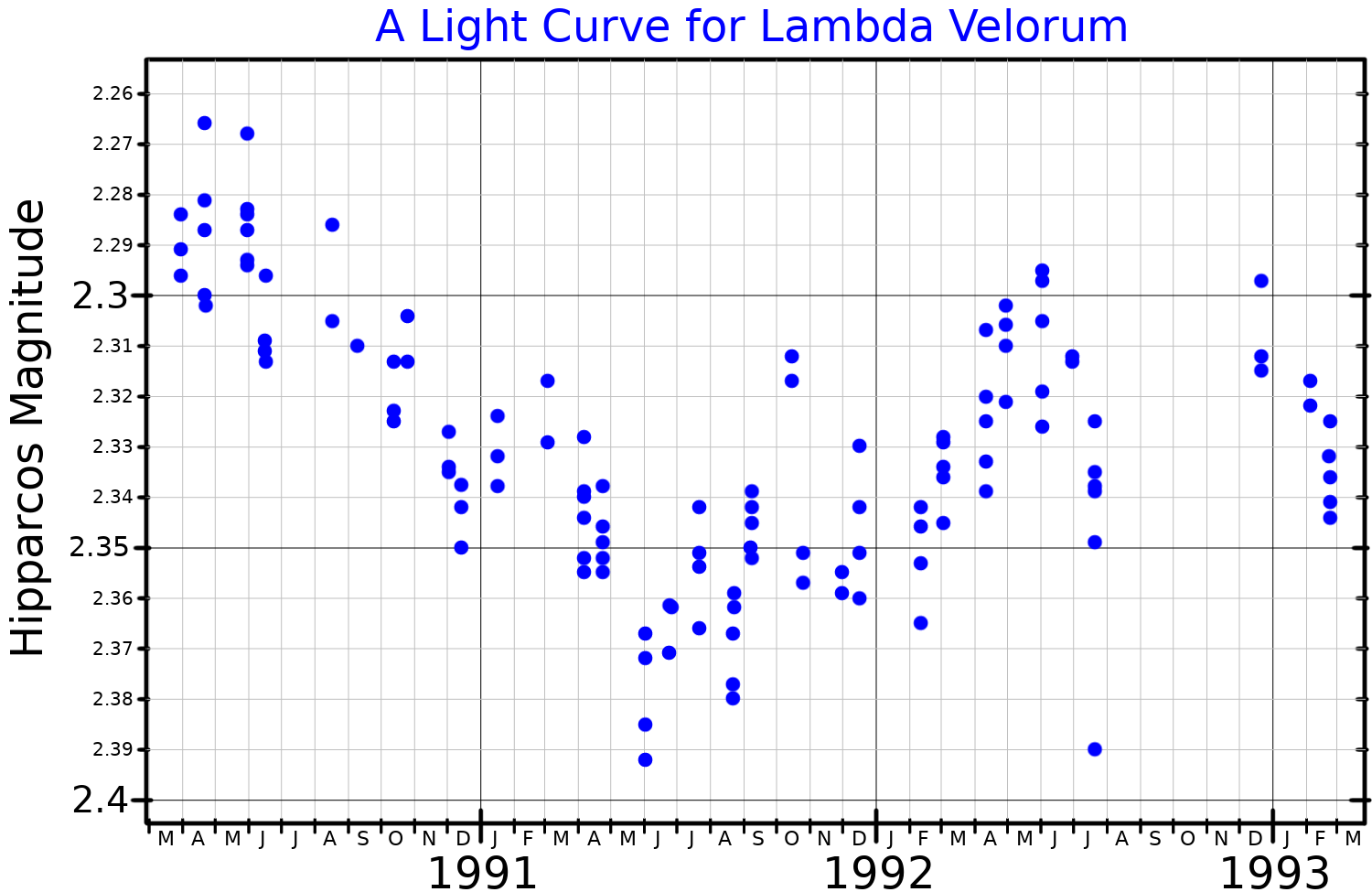
Lichtkromme van Alsuhail

Alsuhail (Lambda Velorum) is een heldere ster in het sterrenbeeld Zeilen (Vela).
De ster staat ook bekend als Al Suhail al Wazn en Suhail en is een rode superreus.